# Second poteau Pavard !

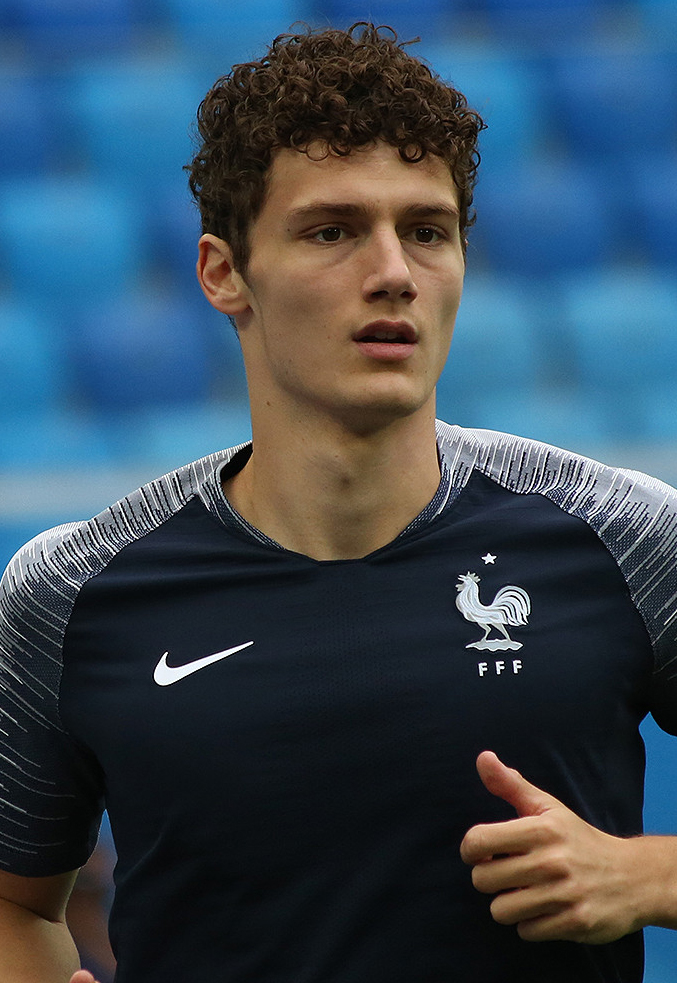
Benjamin Pavard à la Coupe du monde de football 2018.

« Second poteau Pavard ! » est une expression tirée d’un commentaire de Grégoire Margotton au moment du but de Benjamin Pavard lors du match France - Argentine à la Coupe du monde de football 2018. Associée au but remarquable, une demi-volée qui remporte le prix du meilleur but de la compétition, la phrase gagne rapidement en popularité jusqu’à être associée à ce style de but. Elle fait également connaître le joueur aux yeux du grand public, étant par exemple reprise dans une chanson de supporters.

## Contexte
Le 30 juin 2018, la France rencontre l’Argentine à la Kazan Arena pour les huitièmes de finale de la Coupe du monde de football. 
Alors que la France est menée 2 buts à 1, Blaise Matuidi effectue une passe en profondeur à  Lucas Hernandez latéral gauche, ce dernier réalise ensuite un long centre en retrait sur Benjamin Pavard, qui tire en demi-volée juste en dehors de la surface de réparation et inscrit le but de l’égalisation à la 56e minute,,. Ce but, une demi-volée frappée du pied droit de l’extérieur de la surface et arrivant dans la lucarne du gardien Franco Armani, est notamment accompagné sur TF1 des commentaires de Bixente Lizarazu et Grégoire Margotton. Ce dernier s'exclame notamment : « C’est passé dans le dos… Le centre de Lucas… Second poteau Pavard ! »,. L'image est, selon L'Équipe, alors observée par douze millions de Français. 
La France finit par emporter le match 4-3, celui-ci étant également marqué par un doublé de Kylian Mbappé, puis progressera dans la compétition jusqu’à la remporter deux semaines plus tard,.

## Postérité
Si Benjamin Pavard était auparavant peu connu du public, ce but marque les supporters et lui fait gagner en popularité,,. Il est instantanément associé à l'exclamation de Grégoire Margotton pendant et après le match, étant notamment relayé sur les médias sociaux comme Twitter. Cette popularité est notamment marquée par la création d'un site internet diffusant le but en boucle avec les commentaires ou de l'invention d'un chant de supporters populaire lors de la Coupe du monde,,. 
Le but est ensuite nommé « but du tournoi » par la FIFA, où il est là encore surnommé d'après la phrase du commentateur sportif dans la presse,. Le jour anniversaire du but est également couvert chaque année par les médias, en reprenant notamment l'expression,,,. 
Benjamin Pavard, du fait de sa position sur le terrain, est un joueur tentant régulièrement des frappes lointaines pendant ses matchs. Ainsi, que ce soit en sélection nationale ou en club avec le Bayern Munich, ses buts ultérieurs sont souvent comparés à celui contre l’Argentine sous le surnom de « second poteau Pavard »,,,. Par extension, des buts d’autres joueurs grâce à des demi-volées similaires sont aussi surnommés par l'expression,. La formule est ensuite rentrée dans le langage populaire, notamment des jeunes, dans des situations indépendantes du football, Le Monde parlant alors d'« expression idiomatique ».  
À l'occasion du nouvel affrontement entre la France et l'Argentine lors de la finale de la Coupe du monde de football 2022, la presse revient à nouveau sur le but et sur l'expression,,.  
Le site spécialisé 90min.com classe notamment le but comme le plus marquant de l’histoire de l’équipe de France et l’exclamation de Grégoire Margotton comme une des plus iconiques du football français,.